# Хештег
Хеште́г, також геште́г, геште́ґ (англ. hashtag, від hash — «знак решітки», і tag — мітка), — ключове слово або фраза, яким передує символ «#» (октоторп), використовувані вебтехнологіями для структурування текстових повідомлень за темою або типом.
Короткі повідомлення в мікроблогах соціальних мереж, таких як:
Instagram, Twitter, Tout, identi.ca, Google+, Facebook — можуть бути помічені хештегом, включаючи в себе як одне слово, так і більше об'єднаних слів (але без пробілів).
Хештеги дають можливість групувати подібні повідомлення, таким чином можна знайти хештег і отримати набір повідомлень, які його містять.

## Походження
Уперше хештеги з'явилися і були використані в мережах IRC для маркування тем і груп. Вони використовуються для позначення окремих повідомлень, що належать до якої-небудь групи, а також як приналежність до певної теми або «каналу».
Зазвичай, канали або теми, які доступні по всій мережі IRC, починаються з хеш-символу # (на відміну від локальних серверів, які використовують амперсанд «&»). Популярність хештегів виросла одночасно зі зростанням популярності Twitter. Це надихнуло Кріса Мессіну, якого зараз називають батьком хештегів, запропонувати подібні системи, щоб позначати теми, що являють інтерес в мікроблогах мережі. Він відправив перше повідомлення з хештегом на Twitter: «Що ви думаєте про те, щоб використовувати ґратки (#) для різних груп?» — Кріс Мессіна, 23 серпня 2007.
Твіт Мессіни і наступне обговорення допомогли закріпити позицію хештегу під «Всесвітом Twitter», зрівнявши символ # з популярним символом @. Почавши, як форма індексування, хештег пізніше став формою оголошення, настрою, сарказму, внутрішнього монологу або підсвідомості.
Хештеги стали популярними в 2007 році під час лісових пожеж у Сан-Дієго, коли Нейт Ріттер використовував хештег «#sandiegofire», щоб бути в курсі всіх оновлень, пов'язаних з катастрофою.
На міжнародному рівні хештег став практикою запису стилів для повідомлень Twitter протягом 2009–2010, коли проходили іранські вибори. Хештеги англійською та перською мовами стали корисними для користувачів Twitter всередині і поза межами Ірану.
Починаючи з 1 липня 2009 року, твіттер почав пов'язувати всі хештеги гіперпосиланнями до результатів пошуку, що містять всі останні повідомлення, що згадують або хештег, або стандартне написання таких слів, за умови, що такі слова записані в тому ж порядку. Це було підкреслено в 2010 році з введенням «Актуальні теми» на головній сторінці твіттеру.

### Сайти, які підтримують хештеги
- Diaspora
- Усі сайти Gawker Media
- FriendFeed (з 2009)
- Google+
- Instagram
- Orkut[12]
- Pinterest
- Sina Weibo
- Tout
- Tumblr
- Twitter (з 2009)
- VK[13]
- YouTube (2009—2011)
- Kickstarter (з 2012)
- Fetchnotes (з 2012)
- Facebook (з червня 2013)[14]
- gfranq.com

Це спеціальне слово або словосполучення, яке присвоюється фотографії. Його вставляють в текстовий опис до викладеного знімка, або в коментарі до нього. Завдяки значку #, поставленому перед словосполученням, воно перетворюється у швидке посилання всередині ресурсу.

## Роль хештегів у маркетингу
Успішні приклади маркетингових кампаній із використанням хештегів:
1. #ShareACoke (Coca-Cola)[en]: У межах цієї кампанії Coca-Cola замінила традиційні етикетки на пляшках іменами людей, закликавши покупців ділитися фотографіями з напоєм та хештегом #ShareACoke. Кампанія стала глобальним успіхом і стимулювала користувачів брати участь у створенні контенту, що значно підвищило взаємодію з брендом.
2. #LikeAGirl (Always): Кампанія Always з хештегом #LikeAGirl мала на меті кинути виклик гендерним стереотипам, пов'язаним із фразою "як дівчина". Вона набула величезного вірусного поширення, особливо в контексті підтримки фемінізму, і підвищила впізнаваність бренду на глобальному рівні. Кампанія отримала мільйони переглядів, підвищивши лояльність до бренду серед молодих жінок.
3. #IceBucketChallenge (ALS Association): Кампанія, яка почалася як флешмоб для підвищення обізнаності про аміотрофічний латеральний склероз (ALS), швидко перетворилася на глобальне явище. Люди кидали виклик один одному облитися крижаною водою та публікували відео з хештегом #IceBucketChallenge. Кампанія зібрала понад 220 мільйонів доларів на дослідження хвороби та стала одним із найуспішніших прикладів вірусного маркетингу.
4. #ShotOniPhone (Apple): Ця кампанія закликала користувачів ділитися своїми фотографіями, зробленими на iPhone, з використанням хештегу #ShotOniPhone. Кампанія не лише збільшила залученість користувачів, але й продемонструвала високу якість камер iPhone через автентичний контент, створений самими користувачами. Це допомогло зміцнити лояльність до бренду і підвищити продажі.

Приклади успішних соціальних та політичних рухів, які стали популярними завдяки хештегам:
1. #MeToo:
  - Рух #MeToo почався як платформа для підтримки жертв сексуального насильства та домагань. Аліса Мілано використала цей хештег у 2017 році, закликавши жінок публікувати свої історії про домагання. Хештег швидко набув глобального поширення, висвітливши масштаб проблеми та підштовхнувши до змін у суспільстві й законотворчій діяльності. Кампанія дала можливість жертвам відкрито говорити про свій досвід і вплинула на багато сфер життя, включаючи кіноіндустрію, політику та робочі місця.
2. #BlackLivesMatter:
  - Хештег #BlackLivesMatter виник у 2013 році після виправдання Джорджа Ціммермана, який застрелив афроамериканського підлітка Трейвона Мартіна. Кампанія знову набула глобального резонансу у 2020 році після вбивства Джорджа Флойда поліцією. #BlackLivesMatter став символом боротьби за права чорношкірих у США та світі, привернувши увагу до системної расової дискримінації, поліцейського насилля та соціальної нерівності. Мільйони людей по всьому світу використовували цей хештег, щоб підтримати рух та долучитися до протестів.
3. #FridaysForFuture:
  - Цей хештег був започаткований молодою шведською екоактивісткою Гретою Тунберг у 2018 році. Вона закликала студентів по всьому світу приєднатися до страйків за кліматичні зміни, пропонуючи проводити акції щоп'ятниці. Хештег став глобальним символом боротьби за збереження планети та зменшення впливу на навколишнє середовище. Кампанія спонукала тисячі молодих людей виходити на протести та вимагати рішучих дій від урядів щодо зміни клімату.
4. #PrayForParis[en]:
  - Після терористичних атак у Парижі в листопаді 2015 року хештег #PrayForParis став символом глобальної підтримки жертв трагедії. Люди з усього світу використовували цей хештег, щоб виразити свою солідарність із французьким народом. Кампанія підкреслила єдність та підтримку у часи кризи.
5. #WomensMarch:
  - У січні 2017 року, після інавгурації президента США Дональда Трампа, мільйони жінок по всьому світу вийшли на марш протесту за права жінок. Хештег #WomensMarch використовували для координації подій та висвітлення протестів у соціальних мережах. Рух привернув увагу до питань гендерної нерівності, прав людини, імміграції та охорони здоров'я.